# Navigateur Web en mode texte

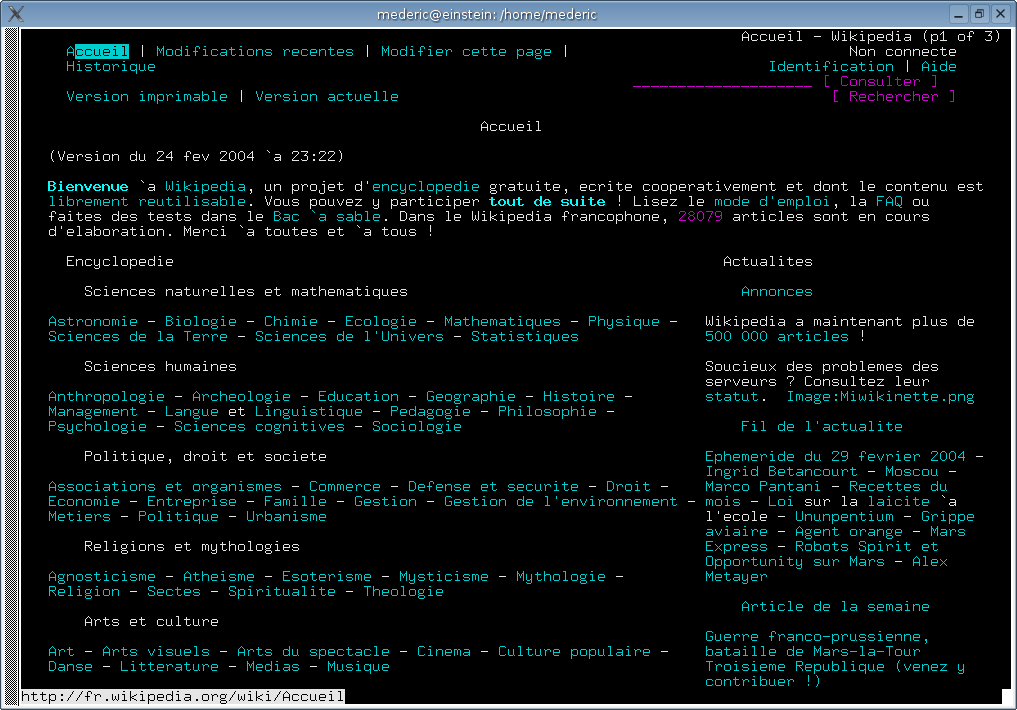
La page d'accueil de Wikipédia rendue par Links.

Un navigateur en mode texte est un logiciel capable de visualiser des pages Web en mode texte, c’est-à-dire en affichant uniquement du texte, ce qui est très difficile car le World Wide Web contient de plus en plus d'images voire de vidéos, de sons ou d'animations interactives ne pouvant s'afficher ou s'exécuter sans graphiques.
Les scripts JavaScript, les animations ou encore les vidéos peuvent empêcher la bonne lecture d'une page web dans un navigateur en mode texte.

## Liste de navigateurs Web en mode texte
- Lynx
- ELinks
- Links
- W3m
- WebbIE
- Links2